# Jó Szomszédság és Megértés díj
A Jó Szomszédság és Megértés díj (szlovákul Cena za dobré susedstvo a porozumenie) létrehozását 2008. december 15-én határozta el Budapesten Göncz Kinga magyar és Ján Kubiš szlovák külügyminiszter. A díj célja a két ország jó kapcsolatának elmélyítése. A díjjal 2000 euró pénzösszeg és oklevél is jár majd, az elsőt valószínűleg 2009 tavaszán (márciusban) adják át annak a személynek vagy civil szervezetnek, amely a két ország együttműködéséért a legtöbbet tesz.

## A díjra való jelöltség és annak elnyerése
A magyar külügyminisztérium által kiadott munkaanyag további részleteket árul el a díjról:
- A díjra jelölt embereket vagy szervezeteket minden év november 15. és december 15. között kell jelölni. A jelöléseket a magyar és a szlovák külügyminisztériumba kell benyújtani, a benyújtott jelölések alapján mindkét félnek két jelöltet kell kiállítani – egyet magyar és egyet szlovák részről. A végső döntésnek legkésőbb február 15-ig meg kell születnie.
- A díjat minden évben egy ünnepség keretében adják át a díjazottnak, amely felváltva a Magyarországon és Szlovákiában kerül megrendezésre.
- A díjazottat az elkövetkező öt évben nem lehet ismét ebben a díjban részesíteni.

## Díjazottak

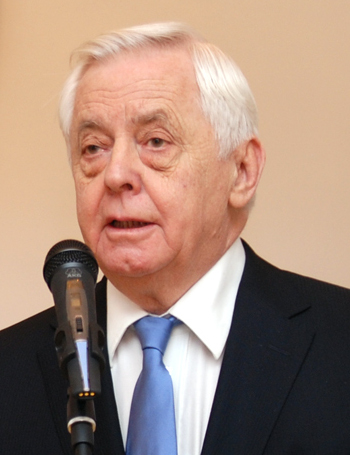
Rudolf Chmel

- 2009 – Rudolf Chmel, Csehszlovákia utolsó budapesti nagykövete és Rohály Géza, Hejce polgármestere[5]
- 2010 – Ciprusi szlovák-magyar békefenntartók és a tátrai hegyimentők[6][7]
- 2011 – Kiss Gy. Csaba és a Szlovák Speciális Mentőkutyás Szolgálat[8]
- 2012 Terra Recognita PT
- 2013 Keményné Koncz Ildikó, Adrián Artimovič, Jozef Kocka[9]

## Lásd még
- Magyar–szlovák kapcsolatok